# Prut
Prut (ukr. Прут Prut, rum. Prut, w starożytności łac. Pyretus) – rzeka w południowo-wschodniej Europie, lewy dopływ Dunaju, rzeka graniczna pomiędzy Rumunią a Mołdawią.

## Charakterystyka
Jej długość wynosi 953 km (jest to drugi co do długości dopływ Dunaju), powierzchnia zlewni – ok. 27 500 km² (7790 km² w Mołdawii, 10 989 km² w Rumunii, 8840 km² na Ukrainie), średni roczny przepływ u ujścia – 92 m³/s. W biegu górnym ma charakter górzysty, ze stromym prawym brzegiem, w niektórych miejscach profil poprzeczny kanału ma wygląd przepaści. W pobliżu miasta Jaremcze znajduje się wodospad Probij, który się robi przez wiosenne powodzie, letnie powodzie deszczowe, zwiększony odpływ zimowy (z powodu odwilży i deszczu). Lodołamanie od stycznia do lutego lub do początku marca.
Źródła Prutu znajdują się w paśmie Czarnohory, u wschodniego podnóża Howerli. Początkowo płynie na północ, następnie zatacza łuk na wschód i przez dłuższy czas płynie na południowy wschód, a w dolnym odcinku – na południe. Dolina Prutu rozdziela Wyżynę Mołdawską w Rumunii i Wyżynę Besarabską w Mołdawii. Prut zbiera z nich liczne drobne dopływy, z których największe to Czeremosz i Jijia (oba prawe). Uchodzi do Dunaju na wschód od Gałacza. Nad Prutem leżą m.in.: Worochta, Jaremcze, Kołomyja, Czerniowce, Kaguł, Ungeny. 

## Pochodzenie nazwy
W drugim tomie bułgarskich kronik Imana, Jagfar Tarikhi (1680), rzeka Prut jest określana jako Burat. A w traktacie Konstantyna Porfirogenety O zarządzaniu państwem wspomina się rzekę Brut (rozdz. 38) lub Burat (rozdz. 42) – współczesny Prut.

## Historia
Rzeka Prut (w języku starogreckim Pyretos lub Poras) była znana Rzymianom.
W XII wieku w dorzeczu Prutu znajdowały się galicyjsko-ruskie miasta, dzisiejszy Gałacz. W XIII wieku tam leżała Ziemia Berladników, a u ujścia Bahlui na starożytnych mapach wyznaczono miasto Brady (później Cecora).
W 1513 przez Prut przeszli Tatarzy, а w 1518 Sułtan Albu'l z Perekopu, którego armia została pokonana i częściowo zatopiona w Prucie wraz z Chugurem Stefanem IV (zwanym Stefanicą). W 1581 roku Tatarzy z ordy jamboluckiej (oczakowskiej) ponownie najechali dolinę Prutu. 
W 1563 przeszedł przez Prut z Kozakami kniaź Dymitr Wiśniowiecki Bajda, w 1594 – ataman Seweryn Nalewajko i hetman Grzegorz Łoboda, a w 1621  – sułtan Osman II, który został pokonany pod Chocimiem. W 1653 u brzegu Prutu, w bitwie z armią mołdawską, został śmiertelnie ranny Tymosz Chmielnicki, syn Bohdana Chmielnickiego.
W 1711 odbyła się kampania prucka Piotra I przeciwko Turkom. Po tym, jak armia rosyjska została otoczona przez nieprzyjaciela, Piotr I został zmuszony do zawarcia 23 lipca 1711 nieopłacalnego dla Rosji traktatu pruckiego.
W kampanii tureckiej z 1787 rosyjski feldmarszałek Grigorij Potiomkin założył nad Prutem centralny punkt Kozackiego Wojska Czarnomorskiego. W 1791 zmarł w pobliżu Jass.
Przed II wojną światową górny bieg rzeki pozostawał w granicach Rzeczypospolitej.